# 天王星の太陽面通過 (海王星)

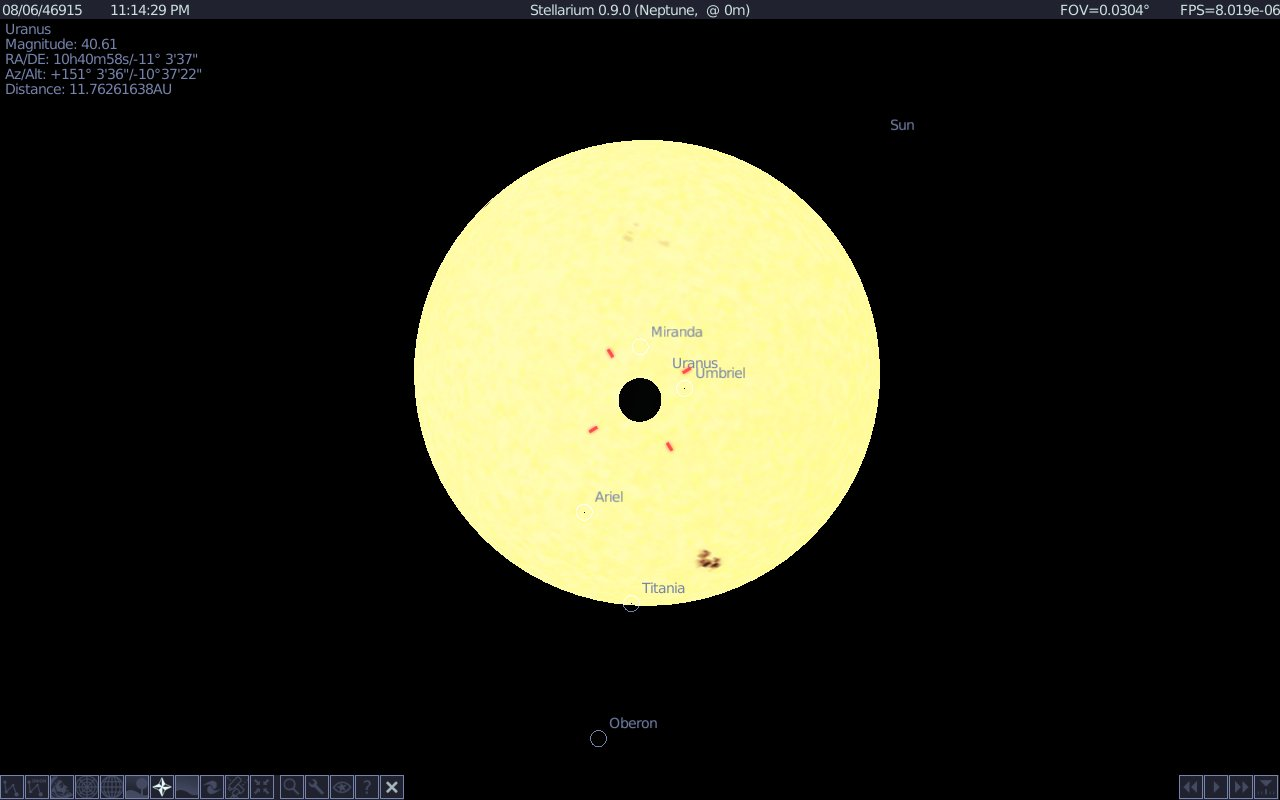
Stellariumによるシミュレーション

海王星における天王星の太陽面通過（てんのうせいのたいようめんつうか）とは、海王星と太陽のちょうど間に天王星が入り、太陽面を通過する天文現象である。

## 概要
海王星における天王星の太陽面通過は、惑星から観測できる惑星の太陽面通過の中では最も珍しいものである。発生は、紀元前125000年から125000年の25万年間で2回しかない。次回は111551年8月16日に起こる。見かけの移動速度が極めて遅いため、通過には約1日かかる。

## 太陽面通過の起こる日
日付は通過の開始時刻基準。時刻はUTC。
| 日付             | 開始時刻 | 最大食   | 終了時刻 | 通過時間      | 太陽の視直径 | 最小角距離 |
| ---------------- | -------- | -------- | -------- | ------------- | ------------ | ---------- |
| 111551年8月16日  | 23時31分 | 09時22分 | 22時48分 | 0日23時間17分 | 0.0088°      | 0.0072°    |
| 124067年11月21日 | 08時24分 | 21時22分 | 13時55分 | 1日05時間31分 | 0.0088°      | 0.0061°    |